# Comuna Nicorești, Galați
Nicorești este o comună în județul Galați, Moldova, România, formată din satele Braniștea, Coasta Lupei, Dobrinești, Fântâni, Grozăvești, Ionășești, Mălureni, Nicorești (reședința), Piscu Corbului și Sârbi. Se află în Câmpia Covurlui; lângă Siret; și la o altitudine de 136 m deasupra nivelului mării. Are o suprafață de 86,64 km². Populația este de 4.037 locuitori, determinată în 1 decembrie 2021, prin recensământ, chestionar.

## Așezare
Comuna se află în marginea nord-vestică a județului, la limita cu județul Vrancea, pe malul stâng al Siretului. Este străbătută de șoseaua județeană DJ252, care o leagă spre sud de Cosmești (unde se termină în DN24) și spre nord de Buciumeni, apoi în județul Vrancea de Ploscuțeni, Homocea (unde se intersectează cu DN11A) apoi mai departe în județul Bacău de Huruiești, Găiceana, Pâncești, Parincea, Ungureni și Buhoci (unde se termină în DN2F). Lângă Braniștea, din acest drum se ramifică șoseaua județeană DJ252G, care duce spre est la Buciumeni, Țepu și Gohor (unde se termină în același DN24).

## Istorie
La sfârșitul secolului al XIX-lea, comuna era reședința plășii Nicorești din județul Tecuci, și avea în compunere târgușorul Nicorești și satele Coasta Lupei, Piscu Corbului, Fântânelele, Sârbi, Grozăvești și Dobrinești, având în total 3869 de locuitori. În comună funcționau 9 biserici; și trei școli: una de băieți (cu 70 de elevi, înființată în 1864) și una de fete (cu 51 de eleve, înființată în 1867), ambele în Nicorești, și o școală mixtă (cu 83 de elevi, înființată în 1868) în Coasta Lupei. La acea vreme, pe teritoriul actual al comunei mai funcționa, în aceeași plasă, și comuna Ionășești, care avea 469 de locuitori ce trăiau în 130 de case în satele Ionășeștii din Deal, Ionășeștii de pe Vale și Ionășeștii dincolo de Siret. Existau și aici o biserică și o școală mixtă cu 51 de elevi (dintre care 13 fete), precum și o fabrică de coniac, aparținând familiei Negroponte.
Anuarul Socec din 1925 consemnează comuna cu același statut, de reședință de plasă, având însă în componență și satele comunei Ionășești, comasate într-unul singur, denumit Ionășești. Populația totală era de 5764 de locuitori.
În 1950, comuna a fost arondată raionului Tecuci din regiunea Putna, iar în 1952 a fost transferată raionului Panciu din regiunea Bârlad, din care a făcut parte până în 1956, când a revenit la raionul Tecuci, acum parte a regiunii Galați. În 1968, a trecut la județul Galați.

## Monumente istorice
Trei obiective din comuna Nicorești sunt incluse în lista monumentelor istorice din județul Galați ca monumente de interes local, toate clasificate ca monumente istorice de arhitectură: biserica „Nașterea Maicii Domnului”-Negustori (1728), ansamblul bisericii „Adormirea Maicii Domnului” - Serdaru (1780) — ansamblu alcătuit din biserica propriu-zisă și turnul clopotniță — și ansamblul bisericii „Sf. Nicolae”-Banu (1807), alcătuit din biserică și zidul de incintă (1807).

## Demografie
Componența etnică a comunei Nicorești
     Români (92,82%)
     Alte etnii (0,2%)
     Necunoscută (6,99%)
Componența confesională a comunei Nicorești
     Ortodocși (92,02%)
     Alte religii (0,92%)
     Necunoscută (7,06%)
Conform recensământului efectuat în 2021, populația comunei Nicorești se ridică la 4.037 de locuitori, în creștere față de recensământul anterior din 2011, când fuseseră înregistrați 3.602 locuitori. Majoritatea locuitorilor sunt români (92,82%), iar pentru 6,99% nu se cunoaște apartenența etnică. Din punct de vedere confesional, majoritatea locuitorilor sunt ortodocși (92,02%), iar pentru 7,06% nu se cunoaște apartenența confesională.

## Politică și administrație
Comuna Nicorești este administrată de un primar și un consiliu local compus din 13 consilieri. Primarul, Ionel Boghiu[*], de la Partidul Național Liberal, este în funcție din 2008. Începând cu alegerile locale din 2024, consiliul local are următoarea componență pe partide politice:
|  | Partid                          | Consilieri | Componența Consiliului | Componența Consiliului | Componența Consiliului | Componența Consiliului | Componența Consiliului | Componența Consiliului |
|  | ------------------------------- | ---------- | ---------------------- | ---------------------- | ---------------------- | ---------------------- | ---------------------- | ---------------------- |
|  | Partidul Național Liberal       | 6          |                        |                        |                        |                        |                        |                        |
|  | Alianța pentru Unirea Românilor | 4          |                        |                        |                        |                        |                        |                        |
|  | Partidul Social Democrat        | 3          |                        |                        |                        |                        |                        |                        |

## Personalități născute aici
- Scarlat Pastia (1827 - 1900), jurist și filantrop, care a îndeplinit funcția de primar al municipiului Iași între anii 1877-1879;
- Constantin Z. Buzdugan (1870 - 1930) - poet și avocat român, traducătorul în limba română al Internaționalei